# 多瓦利 (肯塔基州)
多瓦利（英語：Doe Valley）是位於美國肯塔基州米德縣的一個人口普查指定地區。

## 人口
根據2020年美國人口普查的數據，多瓦利的面積為11.99平方千米，當中陸地面積為10.51平方千米，而水域面積為1.48平方千米。當地共有人口2270人，而人口密度為每平方千米189.32人。